# サレーミ
サレーミ（イタリア語: Salemi）は、イタリア共和国シチリア州トラーパニ県にある、人口約1万1000人の基礎自治体（コムーネ）。

## 地理

### 位置・広がり
トラーパニ県中部のコムーネ。

#### 隣接コムーネ
隣接するコムーネは以下の通り。
- カラタフィーミ＝セジェスタ
- カステルヴェトラーノ
- マルサーラ
- マツァーラ・デル・ヴァッロ
- ジベッリーナ
- サンタ・ニンファ
- トラーパニ
- ヴィータ

## 行政

### 行政区画
サレーミには以下の分離集落（フラツィオーネ）がある。
- Ulmi, San Ciro, Pitrazzi, Pusillesi, Filci, Sinagia, Fontanabianca, Pioppo, Bagnitelli, Gorgazzo, Uddu, Monte Rose, Polizo, Passo Calcara, Fiumelungo, Terragialla, Borgesati, Bovarella, Cuba – Mokarta, Ardigna